# 花井又太郎
花井 又太郎（はない またたろう、1886年7月6日 - 1974年12月7日）は、日本の都市計画家。土木技術者。愛知県宝飯郡赤坂村生まれ。
1913年（大正2年）東京帝国大学工科大学土木工学科卒業。
朝鮮総督府勤務の後、1920年から大阪市に転じ、都市計画部技術課長や大阪市地下鉄の初代建設事務所長を務める。
1931年（昭和6年）から懇願されて名古屋市土木部長に迎えられる。1939年には土木局長。1942年から終戦までは市助役を務めている（後任は田淵寿郎）。その間に名古屋駅前土地区画整理事業や東山公園開設、中川運河開削事業といった都市計画事業を推進するかたわら、都市計画地方委員会愛知委員会各種委員をつとめる。
戦後は復興建設技術協会中部支部長を経て1953年、名古屋地下街会社の専務就任。日本での地下街第一号の名駅地下街サンロードを名古屋駅前に開設。